# Cimetière militaire britannique de Gouzeaucourt
Le cimetière « Gouzeaucourt New British Cemetery » est un cimetière militaire de la Première Guerre mondiale situé sur le territoire de la commune de Gouzeaucourt, Nord.

## Localisation
Ce vaste cimetière avec son imposant portail est situé au sud du village, route d'Heudicourt.

## Historique
Le village de Gouzeaucourt  a été occupé par les Allemands dès fin août 1914 et est resté loin des combats jusqu'en avril 1917, date à laquelle il a été capturé par la 8e division britannique dans la nuit du 12 au 13 avril 1917. Il a été perdu le 30 novembre 1917 dans la contre-attaque allemande à la fin de la bataille de Cambrai et repris le même jour par les premiers gardes irlandais. Il a de nouveau été perdu le 22 mars 1918, attaqué par la 38e Division galloise le 18 septembre suivant et finalement repris définitivement par la 21e Division le 8 octobre. Le cimetière a été inauguré en novembre 1917, repris par les Allemands en 1918 et réutilisé par les forces du Commonwealth en septembre et octobre 1918. Il a été agrandi après l’armistice lorsque des tombes d’autres cimetières et du champ de bataille de Cambrai ont été découvertes.

## Caractéristiques
Le cimetière contient maintenant 1 296 sépultures et commémorations de la Première Guerre mondiale dont 381 ne sont pas identifiées, mais il existe des monuments commémorant 34 victimes connues ou supposées être enterrées parmi eux. Un autre monument commémoratif mentionne le nom d'un soldat enterré au cimetière communal de Gouzeaucourt en mai 1917 et dont la tombe a été détruite par un tir d'obus. Le cimetière a été conçu par Sir Herbert Baker.

## Galerie

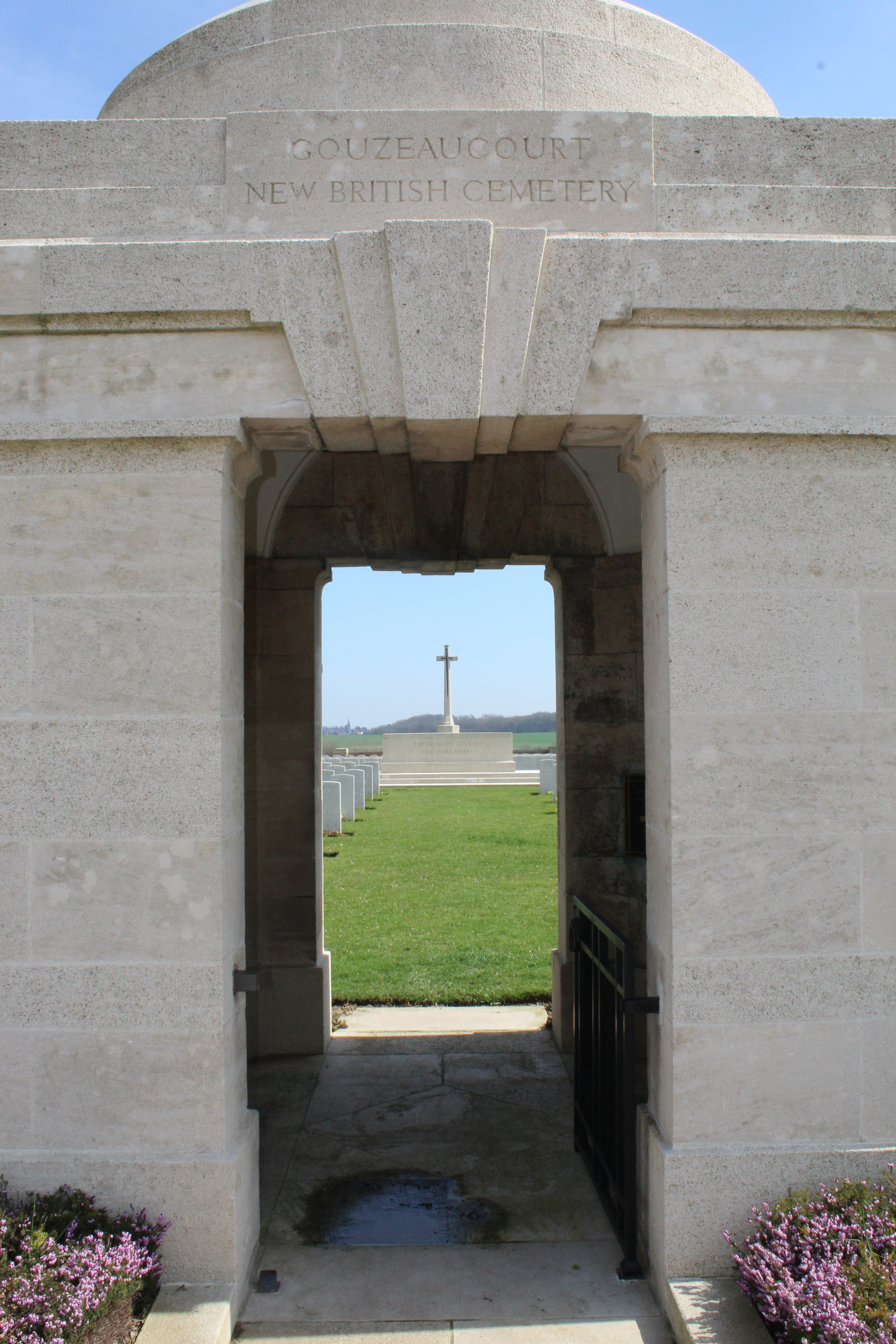
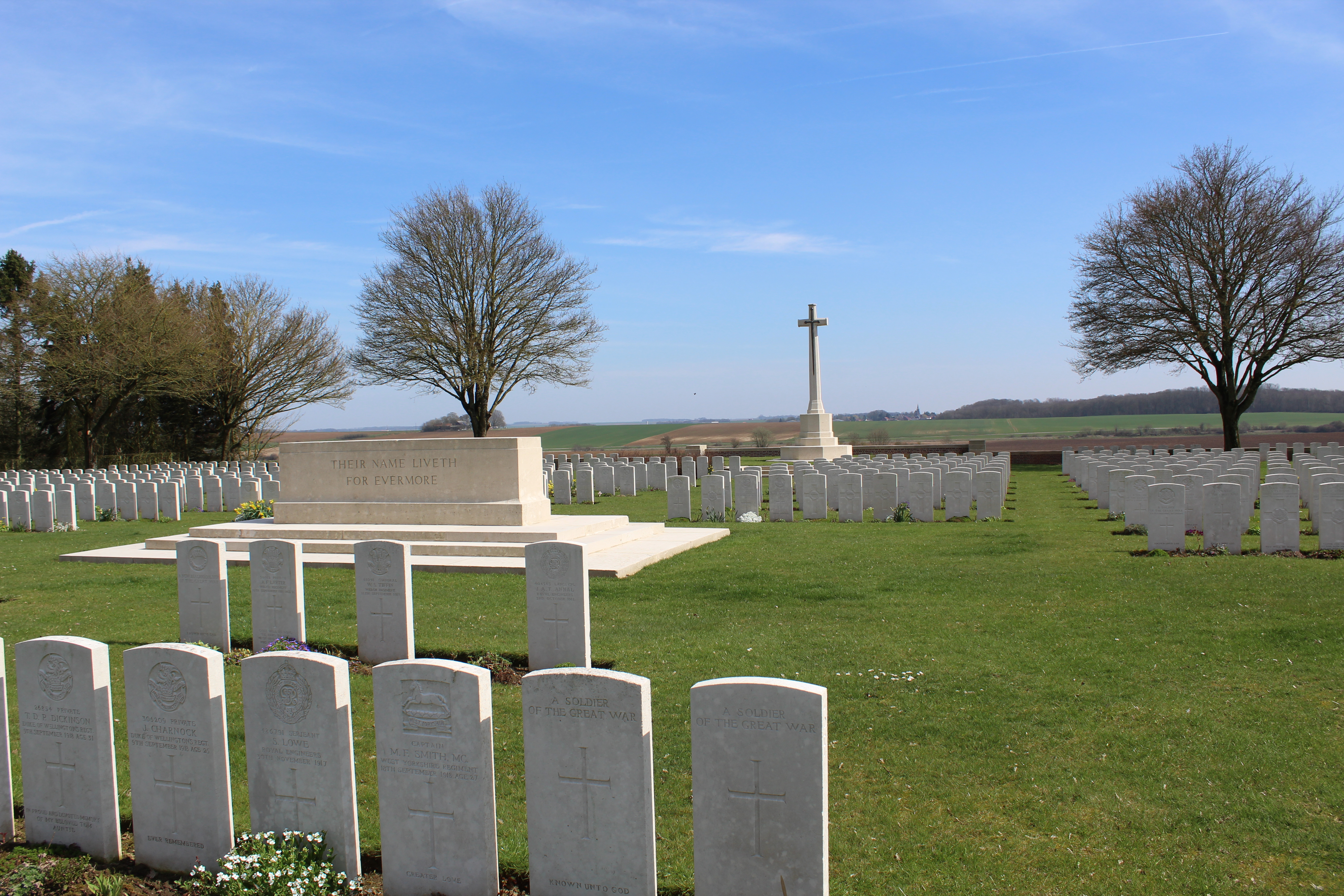
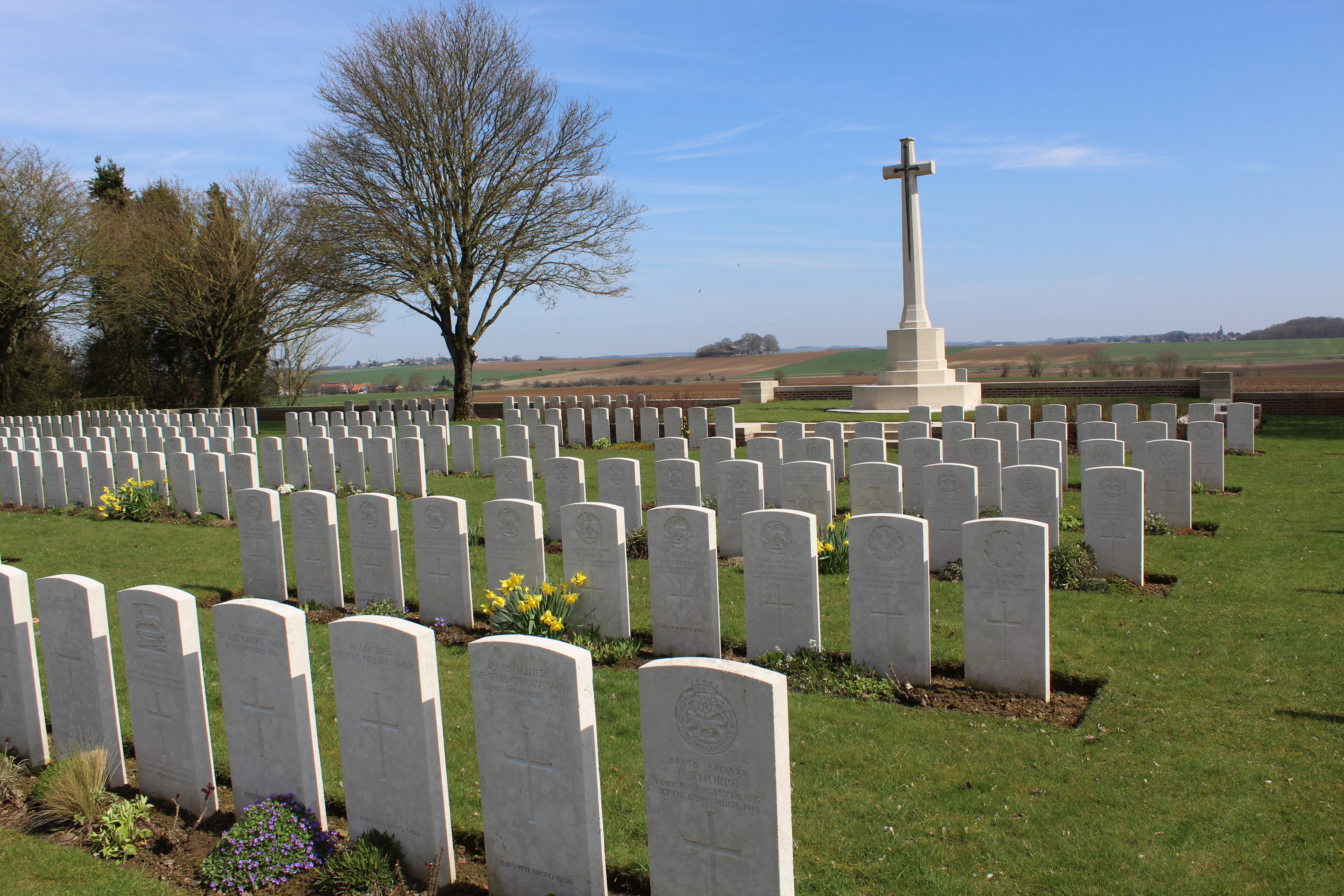
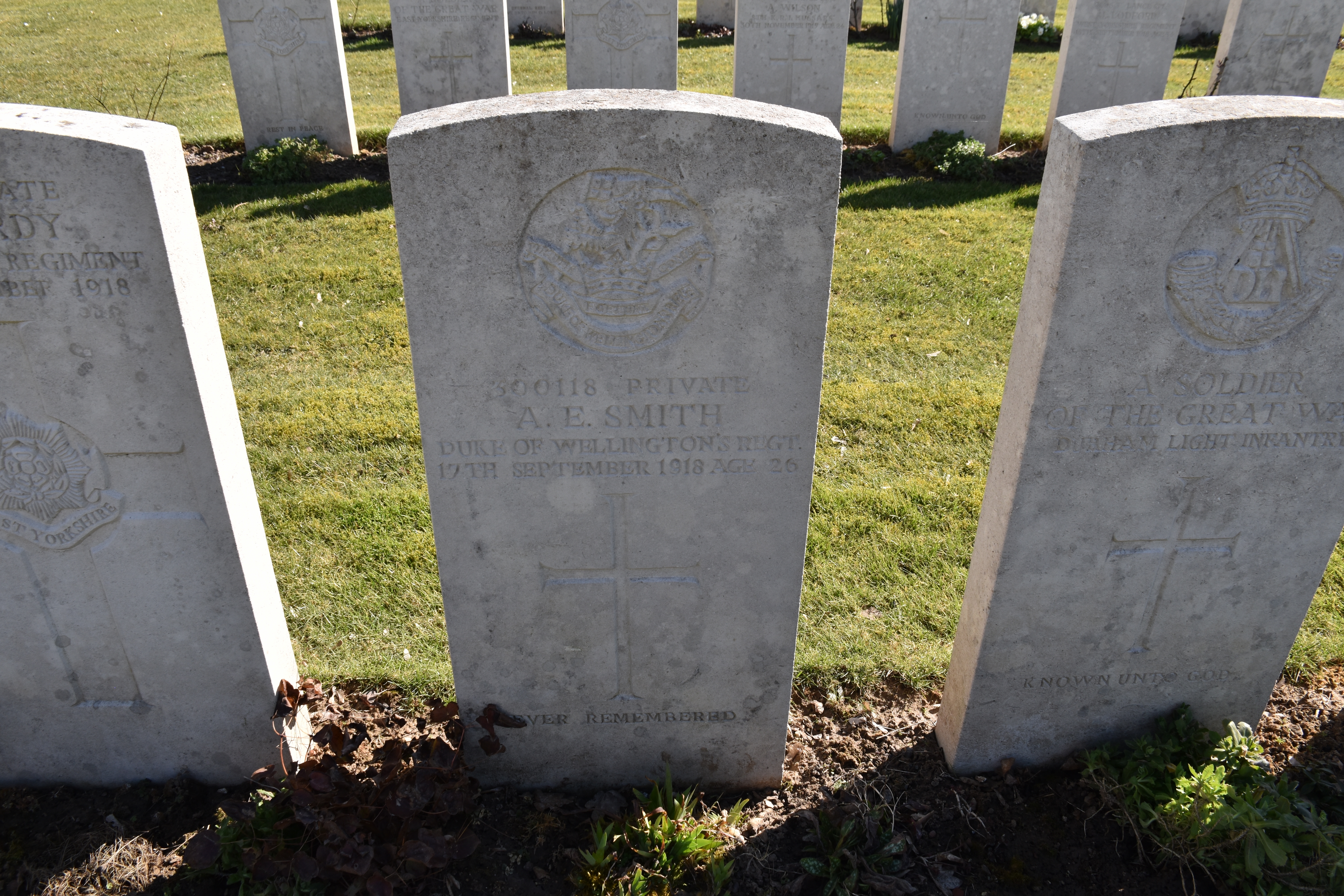
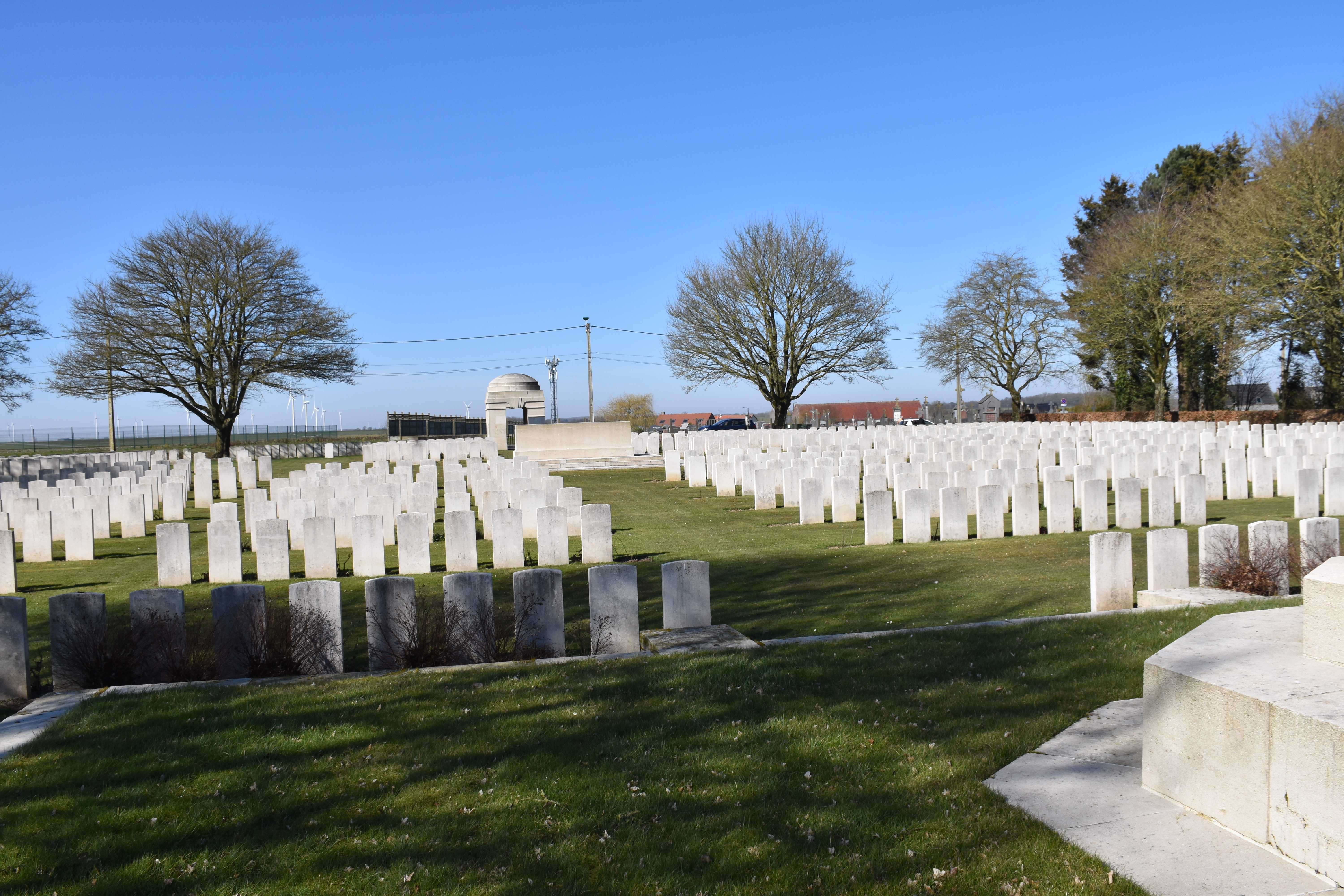
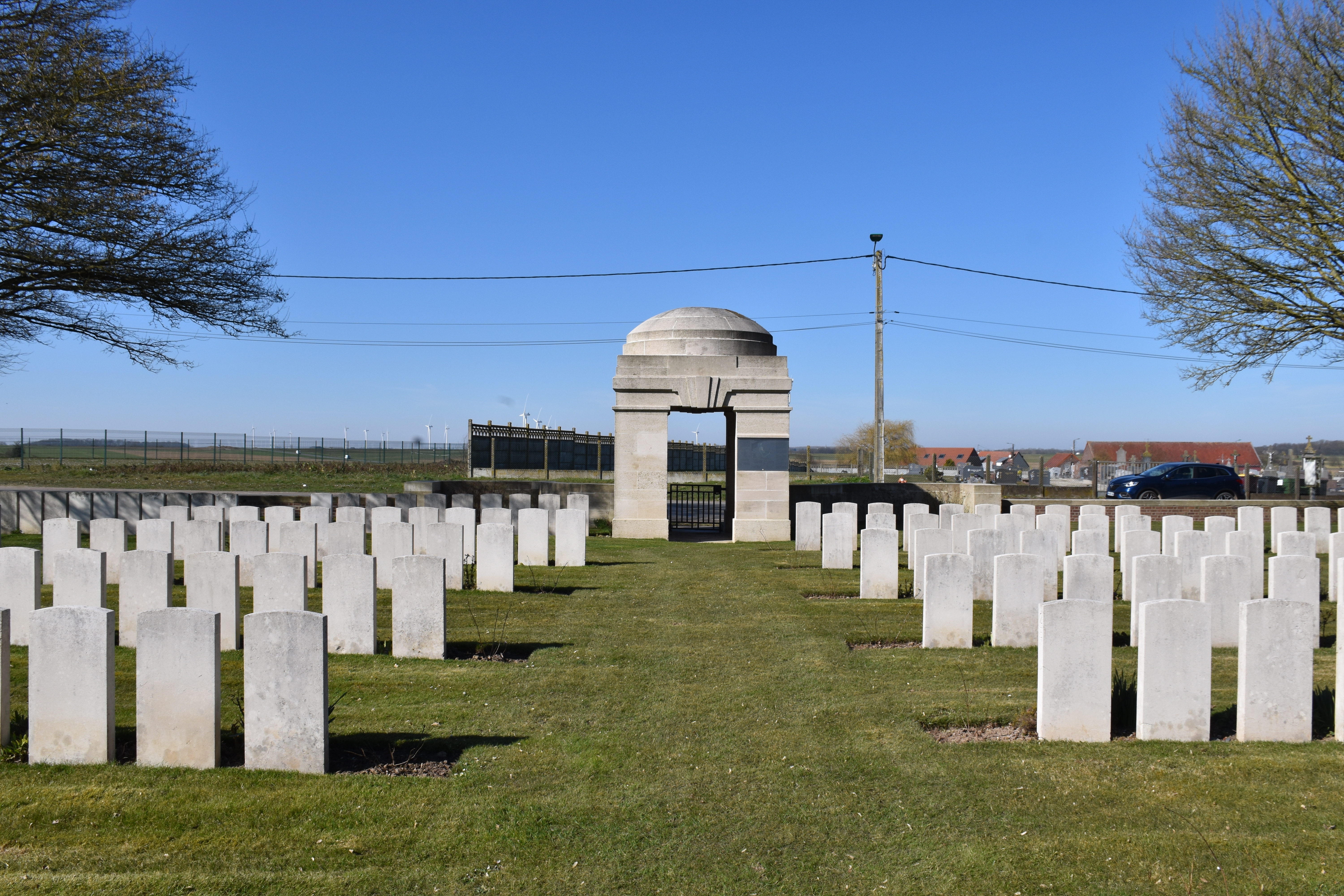
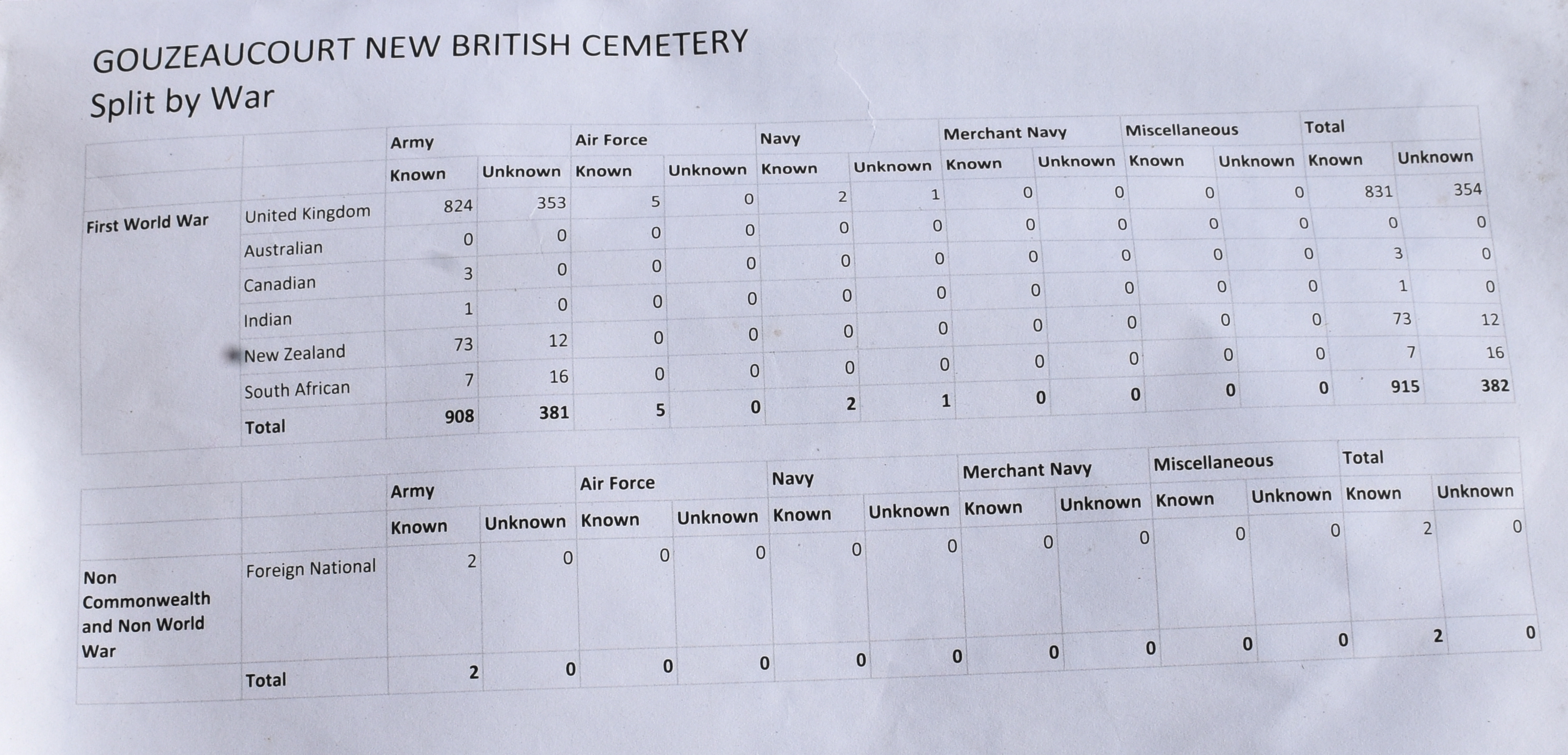

## Sépultures
| Pays             | Sépultures |
| ---------------- | ---------- |
| Royaume-Uni      | 1181       |
| Canada           | 3          |
| Nouvelle-Zélande | 85         |
| Afrique du Sud   | 24         |
| Inde             | 1          |
| Russie           | 2          |
| Total            | 1296       |